# Russell Schweickart
Russell Louis "Rusty" Schweickart (Neptune, Nueva Jersey; 25 de octubre de 1935) es un astronauta estadounidense.
Fue piloto del módulo lunar en la misión Apolo 9. Estuvo en el espacio durante 10 días y 1 hora.